# Anna Butterss
Anna Butterss (* um 1991 in Adelaide) ist eine australische Jazzmusikerin (Kontrabass, E-Bass, auch weitere Instrumente, Komposition).

## Leben und Wirken
Die Tochter musikliebender Eltern, die sich beim Spielen in Irish-Folk-Bands in Australien kennengelernt hatten, kam von Kindheit an mit klassischer und Folkmusik in Berührung und begann mit sieben Jahren, Flöte zu lernen. Im Alter von 13 Jahren wechselte sie zum Kontrabass. Erste Konzerterfahrungen sammelte sie mit dem Adelaide Youth Orchestra. Nach ihrem Abschluss am Elder Conservatorium (University of Adelaide) im Jahr 2012, wo sie auch in der Big Band spielte, zog sie mit einem Stipendium in die USA, um an der Indiana University einen Master of Music in Jazz Studies zu machen. Seit 2014 lebt sie in Los Angeles.
Butters hat mit so unterschiedlichen Künstlern wie Phoebe Bridgers, Jenny Lewis, Madison Cunningham, Bright Eyes, Anthony Wilson oder Aimee Mann zusammengearbeitet, Aufnahmen gemacht und ist mit ihnen auf Tournee gegangen. Im Bereich des Jazz ist Butterss unter anderem mit Jeff Parker (Mondays at the Enfield Tennis Academy, 2022), Larry Goldings, Meshell Ndegeocello, Makaya McCraven (Universal Beings, 2018), Chris Speed und Walter Smith III aufgetreten. Ihr bei Colorfield Records erschienenes, Pop-orientiertes Debüt-Album Activities, auf dem sie alle Instrumente einspielte, wurde von Pitchfork Media als „eine der aufregendsten, unterbesungenen Jazz-Veröffentlichungen des Jahres 2022“ gekennzeichnet.
Mit der Formation SML legte sie 2024 das von der Kritik gelobte Album Small Medium Large auf International Anthem vor.
Weiterhin arrangierte Butterss mehrere Songs von Karen O und Ben Goldwasser für den Spielfilm Wo ist Anne Frank.

## Diskographische Hinweise
- Jeff Parker ETA 4Tet: The Way Out of Easy (2024)